# 한알중학교
한알중학교는 경상북도 예천군 호명면 오천리 206에 있었던 사립 중학교이다.

## 연혁
- 1963년 1월 7일 재단법인 한알학원 설립인가
- 1963년 1월 29일 한알중학교 설립인가
- 1963년 3월 5일 개교
- 1964년 2월 5일 학교법인 한알학원으로 조직 변경
- 1999년 3월 1일 폐교